# Rhaconotus vagrans
Rhaconotus vagrans är en stekelart som först beskrevs av John Colburn Bridwell 1920.  Rhaconotus vagrans ingår i släktet Rhaconotus och familjen bracksteklar. Inga underarter finns listade i Catalogue of Life.